# B68 Toftir/NSÍ Runavík
B68 Toftir/NSÍ Runavík war ein färöischer Frauenfußballverein, welcher aus dem Zusammenschluss von B68 Toftir und NSÍ Runavík von 2008 bis 2015 bestand.

## Geschichte
NSÍ Runavík musste sich 2007 nach neun Spielen aus der ersten Liga zurückziehen, eine Mannschaft von B68 Toftir in den ersten beiden Ligen bestand zu diesem Zeitpunkt nicht. In der darauffolgenden Saison schlossen sich beide Vereine zusammen, um die Kräfte der Region zu bündeln. Direkt in der ersten Saison gelang als Drittplatzierter der 2. Deild der Aufstieg, was durch den Verzicht des Zweitplatzierten HB Tórshavn begünstigt wurde. Zudem wurde im Pokal das Halbfinale erreicht. 2009 gelang dann nur ein Sieg in der ersten Liga, was den Abstieg zur Folge hatte. Nach einem dritten Platz 2010 gelang ein Jahr später mit Platz eins der erneute Aufstieg in die erste Liga. In der Folgesaison wurden nur zwei Siege erzielt, als Vorletzter erreichte die Mannschaft dennoch den Klassenerhalt. Nach nur vier Spieltagen der Saison 2013, darunter drei zweistellige Niederlagen, zog sich B68/NSÍ aus der Liga zurück, im Jahr darauf trat der Zusammenschluss in der zweiten Liga an. 2015 folgte die Auflösung der Fusion.

## Trainer
- Jóhan Dávur Højgaard (2009–2010)
- Aksel Højgaard (2009)

- Jóhan Dávur Højgaard (2012)
- Tummas Eivind Hansen (2013)

## Bekannte Spielerinnen
Aufgelistet sind alle Spielerinnen, die zehn oder mehr Spiele für die Nationalmannschaft absolviert haben.
- Ansy Sevdal (2009)

## Ligarekorde
- Beste Ligaplatzierung: 6. Platz (2009)
- Höchster Heimsieg: 9:0 gegen FC Suðuroy (15. April 2012)
- Höchste Heimniederlage: 1:9 gegen KÍ Klaksvík (6. September 2009)
- Höchster Auswärtssieg: 1:0 gegen EB/Streymur (5. April 2009), 1:0 gegen FC Suðuroy (12. August 2012)
- Höchste Auswärtsniederlage: 0:10 gegen KÍ Klaksvík (23. August 2009), 0:10 gegen KÍ Klaksvík (30. August 2012)
- Torreichstes Spiel: KÍ Klaksvík–B68 Toftir/NSÍ Runavík 10:0 (23. August 2009), B68 Toftir/NSÍ Runavík–KÍ Klaksvík 1:9 (6. September 2009), KÍ Klaksvík–B68 Toftir/NSÍ Runavík 10:0 (30. August 2012)
- Ewige Tabelle: 23. Platz